# 장정기 (야구 선수)
장정기(張正基, 1958년 8월 10일 -)은 전 KBO 리그 삼미 슈퍼스타즈의 선수이며 고등학교 3학년이던 1976년 말 건국대 진학설이 있었으나  같은 시기 중앙대 진학설이 있었던 동기 인호봉 양승관 김진우와 함께 인하대로 발길을 돌렸다.
아들은 현재 대한민국 프로골퍼 장승보이다.
1. ↑  芳(방) (1976년 8월 31일). “高校(고교)야구 主戰(주전)선수 스카웃 熱風(열풍) (下(하))”. 경향신문. 2023년 12월 12일에 확인함.